# 托马斯·安德鲁斯 (科学家)
托马斯·安德魯斯（英語：Thomas Andrews，1813年12月9日—1885年11月26日），愛爾蘭科學家，研究範圍為化學和物理。影響最大的研究為氣體和液體，專門研究物體的狀態（phase）。

## 生平
安德魯斯生於愛爾蘭贝尔法斯特，他的父親是為工人。他參加了當時的皇家貝爾法斯特學院（Royal Belfast Academical Institution），1828年進入了格拉斯哥大學。
BoscoTong